# Elżbieta Paczkowska-Łagowska
Elżbieta Maria Paczkowska-Łagowska (ur. 25 kwietnia 1948 w Grudziądzu, zm. 1 lutego 2021 w Krakowie) – polska historyczka filozofii współczesnej, tłumaczka i wykładowczyni Uniwersytetu Jagiellońskiego.

## Życiorys
W 1970 ukończyła studia na Wydziale Nauk Społecznych Uniwersytetu Warszawskiego. W 1975 obroniła na Uniwersytecie Jagiellońskim napisany pod kierunkiem Michała Hempolińskiego doktorat zatytułowany Poglądy epistemologiczne Kazimierza Twardowskiego. W 1982 habilitowała się na podstawie książki Filozofia nauk humanistycznych w ujęciu Wilhelma Diltheya. W roku 1993 wykładała na uniwersytecie w Trewirze. W 2002 otrzymała tytuł profesora. Przez kilkanaście lat redagowała roczniki „Reports on Philosophy”, przełożyła i skomentowała m.in. rozprawy Wilhelma Diltheya i Helmutha Plessnera. Wydała eseje Golo Manna pt. Ludzie myśli, ludzie władzy, historia (Kraków 1997). 
Odznaczona Medalem Komisji Edukacji Narodowej. Żona Bronisława Łagowskiego. 

## Wybrane publikacje
- Psychika i poznanie. O epistemologii Kazimierza Twardowskiego, Warszawa, PWN, 1980 ISBN 83-01-01482-2,
- Filozofia nauk humanistycznych w ujęciu Wilhelma Diltheya, Kraków, nakł. UJ, 1981,
- Logos życia: filozofia hermeneutyczna w kręgu Wilhelma Diltheya, Gdańsk, Słowo/obraz terytoria, cop. 2000, ISBN 83-88560-16-6,
- O historyczności człowieka: studia filozoficzne, Gdańsk, Słowo/obraz terytoria, 2012, ISBN 978-83-7453-101-6.